# فرية الدم في رودس
حدثت هذه الواقعة في جزيرة رودس اليونانية في عام 1840 (التي كانت تتبع الدولة العثمانية في ذلك الوقت) كجزء من أحداث فرية الدم ضد اليهود، إذ اتهمت طائفة الأرثوذكس اليونانية اليهود بالتضحية بطفل مسيحي كان قد اختفى في فبراير من ذلك العام.
اشتعلت شرارة الفرية بعدما حصلت على تأييد عدد من قناصل الدول الأوروبية بما فيها المملكة المتحدة وفرنسا والإمبراطورية النمساوية والسويد واليونان إلا أن عددا منها أصبح يدعم المجتمع اليهودي لاحقا. وانثنى الوالي العثماني في رودس عن عُرف الحكومات العثمانية التي صرّحت في وقت سابق رفضها للأسس الوقائعية لاتهامات فرية الدم وذلك بتأييده لتهمة القتل الشعائري، وعلى إثر ذلك وقعت عدة حالات اعتقال لمواطنين يهود عُذّب بعضهم وأقروا بالتهمة المنسوبة إليهم وذلك بعد حصار فرضته الحكومة على الحي اليهودي بأكمله لمدة اثني عشر يوما.
قامت الجالية اليهودية في جزيرة رودس بعد ذلك بإرسال نداء استغاثة إلى نظيرتها في القسطنطينية التي أحالت النداء إلى الحكومات الأوروبية. ونالت الطوائف اليهودية دعم حكوماتها في كل من المملكة المتحدة والنمسا إذ بعثتا برقيات إلى سفيريهما في القسطنطينية شجبتا فيهما قضية فرية الدم بشكل قاطع وصريح. بعدها اتفقت الآراء على أن التهمة باطلة مما دفع والي رودس إلى إحالة القضية للحكومة المركزية التي فتحت تحقيقا رسميا بشأن القضية نصّت نتيجته ببراءة الجالية اليهودية وذلك في شهر يوليو من عام 1840. وأخيرا أصدر السلطان العثماني في نوفمبر من العام نفسه فرمانا يستنكر فيه تهمة فرية الدم ويعلن بطلانها.

## الخلفية

### الجالية اليهودية
حسب ما هو موثق فإن وجود الجالية اليهودية في رودس يعود إلى أواخر العصر الهلنستي، وفي مرسوم روماني يعود تاريخه إلى عام 142 قبل الميلاد تم سرد رودس بين المناطق التي تم إخطارها بشأن تجديد معاهدة الصداقة بين مجلس الشيوخ الروماني والطائفة اليهودية. وقد أتى ذكر يهود رودس في وثائق من أيام الفتح العربي لجزيرة رودس في القرن السابع وبعدها بخمسة قرون عثر الرحالة بنيامين التطيلي على 400 يهودي في مدينة رودس.
دمرت الزلازل في عامي 1481 و 1482 الحي اليهودي في المدينة لتبقى 22 أسرة يهودية فقط طردتها فيما بعد جماعة فرسان الإسبتارية التي حكمت الجزيرة في وقت انتشر فيه وباء الطاعون (1498 - 1500) بحجة أنه لن يتم تعميدهم. وفي العقدين الذين تلا ذلك جاء فرسان الإسبتارية بنحو 2000 إلى 3000 أسير يهودي إلى الجزيرة واستعبدوهم لغرض بناء التحصينات الدفاعية.
في عام 1522 قام هؤلاء اليهود وذريتهم بمساعدة العثمانيين في الاستيلاء على رودس مما جعلها مركزا سفارديا مهما مشكّلة موطنا لكثير من الحاخامات المعروفين. وبحلول القرن التاسع عشر كان الأثرى بين اليهود هم من يعملون في تجارة القماش والحرير والكبريت ومادة الراتنج بينما عمل الآخرون كأصحاب متاجر صغيرة وحرفيين وباعة متجولين وصيادين. وتقول مصادر أن عدد اليهود في ذلك القرن تراوح بين 2000 و 4000 يهودي يحكمهم مجلس مكوّن من 7 مسؤولين.

### فرية الدم ضد اليهود في الدولة العثمانية

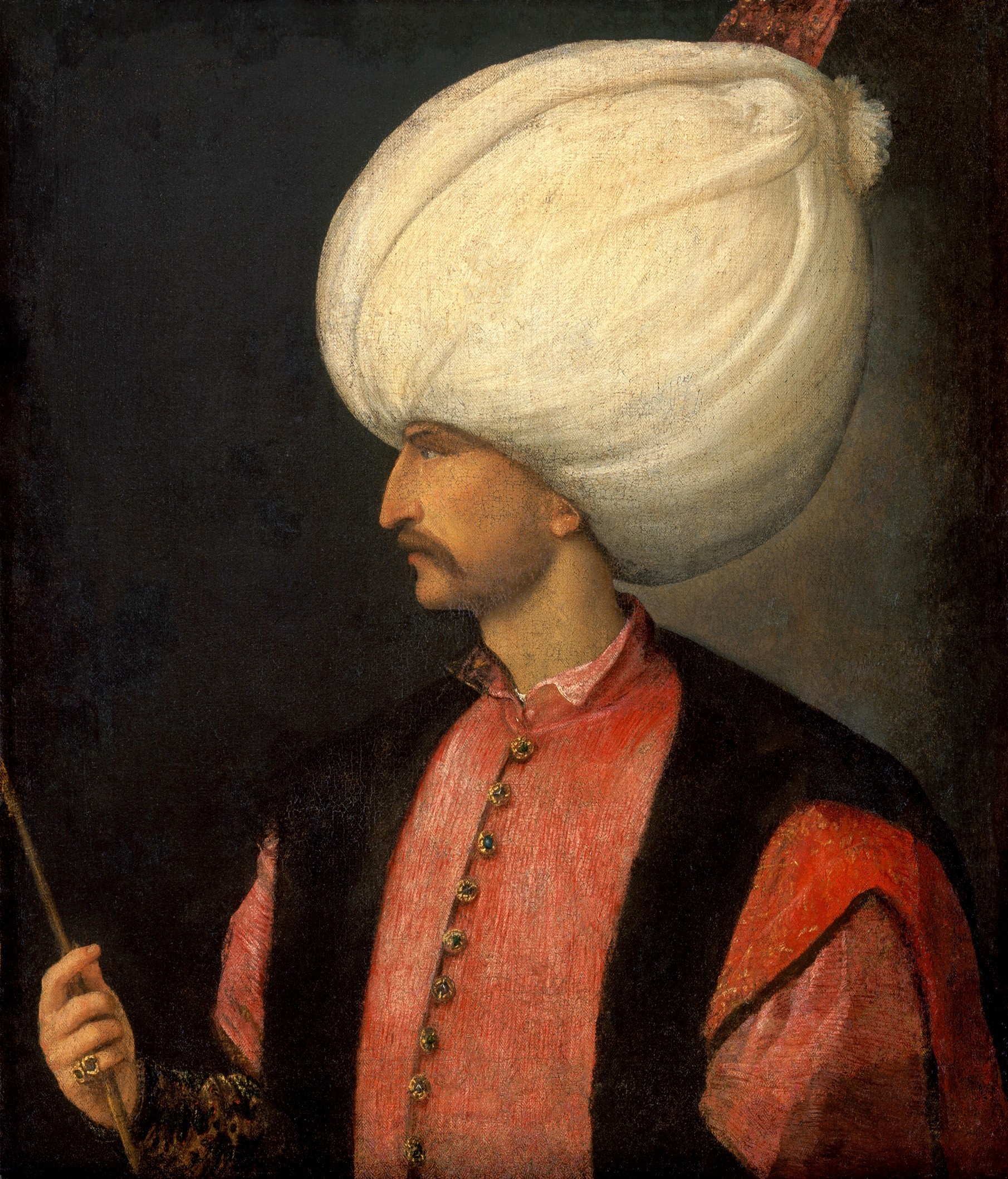
أعلن سليمان القانوني بطلان فرية الدم في الدولة العثمانية في القرن السادس عشر، ولكنها غدت أكثر شيوعا مع تزايد النفوذ المسيحي في القرن التاسع عشر.

نشأت فرية الدم ضد اليهود عام 1144 في إنجلترا تزامنا مع قضية ويليام النرويجي، وأصبح الاتهام الذي قضى بأن اليهود استخدموا دماء الأطفال المسيحيين لإعداد المصة من أجل عيد الفصح اليهودي من أبرز أحداث معاداة السامية التي افتعلتها المسيحية خلال العصور الوسطى. إذ بلغ عدد الاتهامات المسجلة ضد اليهود بهذا الشأن 150 اتهاما ولكن هذا العدد بدأ بالانخفاض وقليل منها وصل إلى المحاكم الأوروبية بعد عام 1772 نتيجة تعزيز معايير الأدلة في القضايا القانونية بيد أن عددا من تلك الاتهامات التي تزعم القتل الشعائري عاد للظهور في وقت متأخر من القرن التاسع عشر.
أما في الشرق الأوسط، فكانت قضية فرية الدم متأصلة في أذهان الطوائف المسيحية المحلية كما كانت تعد أمرا مألوفا في الإمبراطورية البيزنطية. وبعد غزو العثمانيين للأراضي البيزنطية أصبحت المجتمعات اليونانية في الغالب مُصدر اتهامات القتل الشعائري الموجهة ضد اليهود خصوصا في أوقات التوترات الاجتماعية والاقتصادية. وكانت أول حالة اتهام بما يخص فرية الدم تحت الحكم العثماني قد برزت أيام السلطان محمد الفاتح، وكل ما أتى بعدها من اتهامات متفرقة بالقتل الشعائري كانت تشجب عادة من السلطات العثمانية. وفي القرن السادس عشر أصدر السلطان سليمان القانوني فرمانا يستنكر فيه رسميا اتهامات فرية الدم ضد اليهود.
رافق تزايد النفوذ المسيحي في الدولة العثمانية تراجع مكانة اليهود فيها. وقام السلطان عبد المجيد الأول بإصدار فرمان الكلخانة في عام 1839 أسفر عن بدء عصر الإصلاحات الليبرالية المعروفة بالتنظيمات العثمانية مما أدى إلى تعزيز مكانة المسيحيين وتخاذل السلطات عن حماية اليهود. ومن الجدير بالذكر أنه قبل عام 1840 شهدت كلا من حلب في عام 1810 وأنطاكية في 1826 حالات تتعلق بقضية فرية الدم.
في العام 1840 إبان السيطرة القصيرة لمحمد علي باشا على مدينة دمشق وتزامنا مع قضية فرية الدم في رودس كانت دمشق تشهد قضية مماثلة وأكثر شهرة من تلك التي حدثت في رودس عُرفت بحادثة دمشق. تلخصت أحداثها باختفاء الراهب الكبوشي توماس وخادمه إبراهيم عمارة في الخامس من فبراير وتم على إثر ذلك توجيه اتهام لليهود بقتلهما بغية استخدام دماءهما في إعداد المصة لعيد الفصح اليهودي. وتابع كل من المجتمع المسيحي المحلي، والمحافظ، والقنصل الفرنسي الذي تحصل على الدعم الكامل من باريس القضية باهتمام كبير. وتعرض اليهود المتهمون بقضية القتل الشعائري للتعذيب مما أجبر بعضهم على الاعتراف بقتل الراهب توماس وخادمه، وأقدم موجهو الاتهام على استخدام شهادات المتهمين اللاتي أدلو بهن بوصفها دليلا قاطعا على ارتكابهم الجرم المنسوب إليهم. وأثارت القضية اهتماما دوليا أدى لاندلاع موجة احتجاجات نشطة من اليهود المشتتين في أوروبا.

## اتهامات

### اختفاء
في 17 فبراير عام 1840 ذهب صبي من عائلة يونانية أرثوذكسية في رودس لنزهة ولم يعد منها، وفي اليوم التالي قامت والدة الصبي بإبلاغ السلطات العثمانية بأمر اختفاءه فأمر والي الجزيرة يوسف باشا بالبحث عن الصبي ولكن جهود عدة أيام من البحث باءت بالفشل. ومارس القناصل الأوروبيون ضغطا على الوالي لإيجاد حل للقضية علما أن عائلة الصبي مسيحية إلا أنها لا تتمتع بحماية خارجية. وفي تلك الأثناء بدت الطائفة المسيحية اليونانية المقيمة في رودس متأكدة تماما أن اليهود قد مارسوا القتل الشعائري على الصبي المفقود. وأفاد أحد شهود العيان بأن الجميع آمنوا ايمانا راسخا أن اليهود ضحّوا بالصبي المسيحي وأن الجزيرة من أقصاها إلى أقصاها سادها الهلع إزاء الحادثة. وبعد إلحاح الطائفة المسيحية المحلية على السلطات العثمانية شرعت الأخيرة في البحث عن الصبي في الحي اليهودي ولكن مرة أخرى دون جدوى.

### اعتقال واستجواب وتعذيب
وبعد عدة أيام روت امرأتان يونانيتان أنهما رأتا الصبي المفقود يسير نحو مدينة رودس بصحبة أربعة من اليهود. وزعمتا أن أحدهم كان إلياكيم ستامبولي مما دعى السلطات إلى إلقاء القبض عليه واستجوابه، وتعرّض لخمس مئة ضربة بالعصا (فلقة). وأُعيد استجوابه في 23 من فبراير وتعرض خلال ذلك للتعذيب في حضرة العديد من الشخصيات البارزة من بينهم الوالي، والقاضي، ورئيس أساقفة اليونان، والقناصل الأوروبيين. وذكرت يهود رودس أن ستامبولي كان مكبلا بالسلاسل وجُلد بالسياط، وأُدخلت في أنفه أسلاك ملتهبة، وشُوي رأسه بعظام مشتعلة، ووُضع على صدره حجر ثقيل الوزن بقدر ما يبقيه على قيد الحياة. واعترف ستامبولي تحت وطأة التعذيب بجرم القتل الشعائري فاتحا الباب لمزيد من الاعتقالات. إذ أُدين نحو ستة يهود بذات الجريمة وتعرضوا للتعذيب، وخضع الحاخام الأعلى لعملية استجواب مكثف حول ما إذا كان اليهود يمارسون القتل الشعائري.

### الحصار
فرض الوالي يوسف باشا حصارا على الحي اليهودي عشية عيد الفور نتج عنه اعتقال الحاخام الأعلى يعقوب إسرائيل بتحريض من رجال الدين اليونانيين والقناصل الأوروبيين. وخلال مدة الحصار لم يستطع قاطنو الحي تأمين الغذاء والمياه العذبة لأنفسهم إضافة إلى أنهم أحبطوا محاولة تهريب جثة هامدة إلى داخل الحي اليهودي. ومن جانبها فإن السلطات الإسلامية ككل لم تكن حريصة على متابعة قضية اتهام اليهود بممارسة القتل الشعائري. ووُجد أن الموظف المسلم المسؤول عن الحصار المفروض على الحي اليهودي كان يهرّب الخبز لسكان الحي فعوقب بالضرب بالعصا (فلقة) وسُرّح من عمله بناء على إصرار القنصل البريطاني. وأبدى القاضي تعاطفه مع اليهود بشكل علني وقرر بدء جلسات استماع جديدة بشأن القضية في نهاية فبراير أعلن على إثرها عدم كفاية الأدلة لإدانة السجناء. ومن جهته رفض الوالي رفع الحصار المفروض على الحي اليهودي غير أنه بدا مترددا بعض الشيء فأرسل إلى القسطنطينية طالبا توجيهات من السلطة هناك إلا أنه اضطر إلى رفع الحصار الذي دام لمدة اثني عشر يوما إثر زيارة تفتيشية قام بها مسؤول رفيع من خزانة الدولة. عندئذ ظنّ اليهود أن القضية قد انتهت فحمدوا القدير على خلاصهم.

### تأثير حادثة دمشق
وسرعان ما تبددت ظنون اليهود بالخلاص في أوائل شهر مارس بخبر حادثة دمشق التي اعترف فيها يهود دمشق بقتل الراهب توماس، الأمر الذي عزز اعتقاد الطائفة المسيحية في رودس بشأن تهمة القتل الشعائري المنسوبة لليهود. وقال القنصل البريطاني: (تعالت أصوات اليونانيين مطالبين بإحقاق العدالة وسجن الحاخام ومن معه، وفي سبيل إخماد غضب العامة تقرر اعتقالهم). ألقي القبض على ثمانية من اليهود بمن فيهم الحاخام الأعلى وداود مزراحي الذي تعرض للتعذيب في حضرة القناصل الأوروبيين بتعليقه بالخطافات على السقف وجعله يتأرجح. وفقد مزراحي وعيه بعد ست ساعات من التعذيب في حين أن الحاخام أبقي هناك لمدة يومين حتى أنه تعرض لنزيف دموي. غير أن كليهما لم يعترفا وأُفرج عنهما بعد بضعة أيام فيما بقي الستة الآخرون في السجن حتى مطلع شهر إبريل.

### تدخّل قنصلي
و أجمع نواب القناصل الأوروبية في رودس على صحة تهمة القتل الشعائري المنسوبة لليهود ولعبوا الدور الرئيسي في عمليات الاستجواب بمشاركة القنصل البريطاني جي. ويلكنسون وإي. ماس من السويد، الذين شهدا العديد من عمليات التعذيب. وأثناء التحقيق مع الحاخام الأعلى سأل ويلكنسون - في إشارة إلى قرار القاضي بصرف النظر عن القضية - : (على ماذا يدل الحكم الصادر من المُلا بعد ما حدث في دمشق وثبوت وجوب استخدام الدم المسيحي في صنع خبز عيد الفصح اليهودي وفقا لما جاء في التلمود؟)
وكان الحاخام الأعلى - وهو مواطن نمساوي - قد استجدى أنتون جولياني نائب القنصل النمساوي ليساعده إبان تعذيبه إلا أن القنصل أجاب: (ما الخطب أيها الحاخام؟ مم تشكو؟ إذن أنت لم تمت بعد).
واتهم بعض متسوطني رودس اليهود القناصل بحياكة مؤامرة لاستغلال القضية بغية إقصاء إلياس كاليماتي وهو يهودي من أهل رودس كان يمثل المصالح التجارية لجويل ديفيز رجل الأعمال اليهودي من لندن والمنافس التجاري الأكبر للقناصل الأوروبيين. إذ كانت حصة ديفيز من صادرات الإسفنج من الجزيرة في تزايد سريع. ولكن إلياس كاليماتي لم يكن من بين المحتجزين على ذمة قضية القتل الشعائري وهو ما يدع زعم وجود مؤامرة موضع تساؤل، كما زعمت مصادرأخرى يهودية أن (القناصل ذكروا صراحة نيتهم إبادة يهود رودس أو إرغامهم على تغيير دينهم).

## تدخل دبلوماسي أوروبي

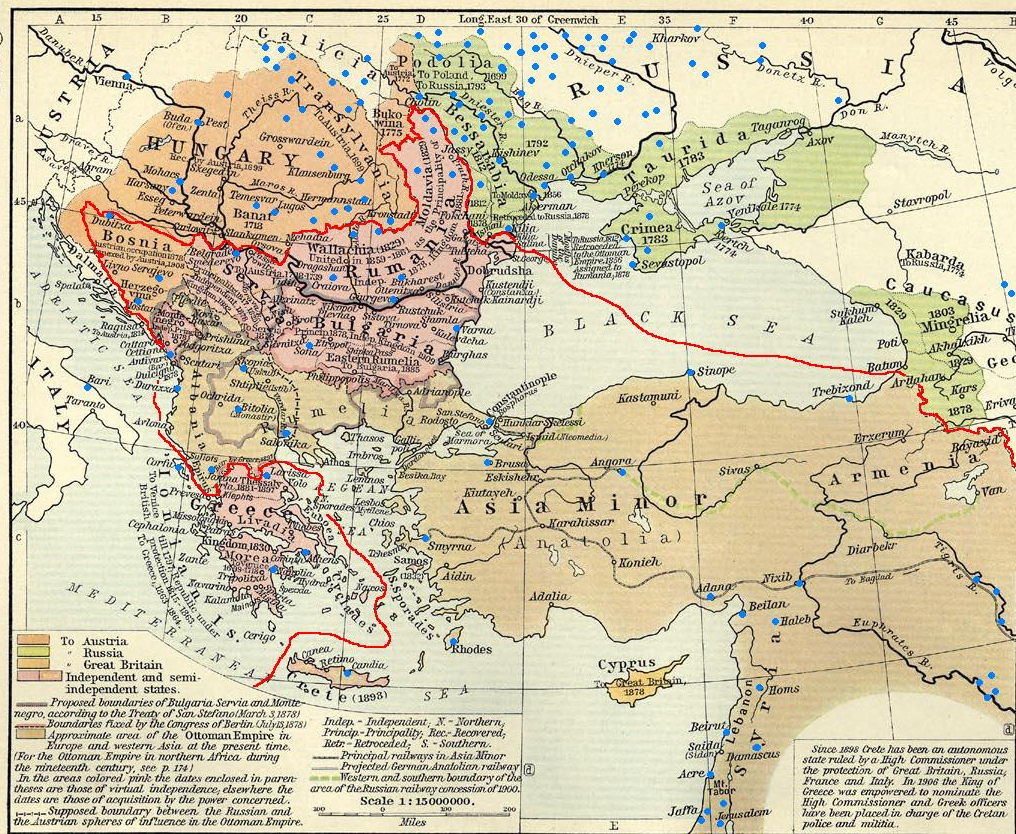
خريطة لجنوب شرق أوروبا وبلاد الشام توضح امتداد الدولة العثمانية في عام 1840 (مرسوم باللون الأحمر). ويشير اللون الأزرق إلى المجتمعات اليهودية الكبرى.

في الأيام الأولى من الحصار المفروض على الحي اليهودي تمكن أحدهم من تهريب رسالة من داخل الحي موجهة إلى السلطة اليهودية في القسطنطينية. وجاء رد زعماء الجالية اليهودية في العاصمة العثمانية سريعا بإرسالهم نفس الرسالة إلى عائلة روتشيلد بالإضافة إلى طلب مماثل للحصول على مساعدة من يهود دمشق كما أرفق الزعماء مع الرسالتين بيانا منهم يشككون فيه قدرتهم على التأثير في السلطان.

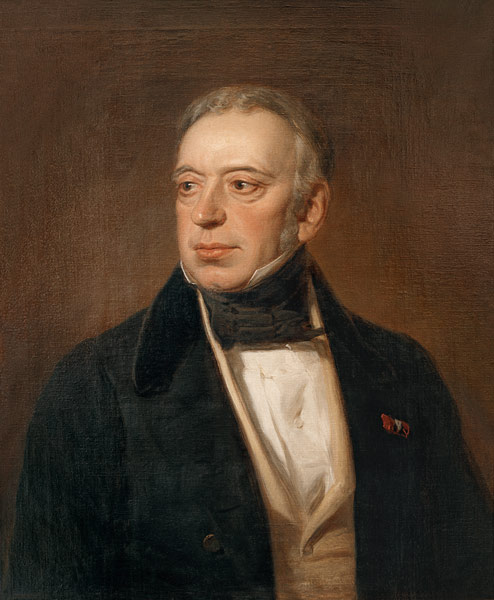
سالومون ماير فون روتشيلد

أتى تدخّل عائلة روتشيلد بثماره سريعا في النمسا إذ لعب سالومون ماير فون روتشيلد رئيس مصرف آل روتشيلد في فيينا دورا رئيسيا في زيادة تمويل الإمبراطورية النمساوية، وكانت تجمعه علاقة وثيقة بالمستشار النمساوي فون مترنيش. وأرسل مترنيش في العاشر من إبريل توجيهات بشأن قضيتي دمشق ورودس إلى بارتولوماوس فون ستورمر السفير في القسطنطينية وأنطون فون لورين القنصل في الإسكندرية. وكتب في برقيته: (إن الاتهام الذي يقضي بأن المسيحيين يتعرضون للقتل بشكل متعمد من أجل الاحتفال بعيد دموي هو بطبيعته منافٍ للعقل). وفيما يتعلق بقضية رودس فقد أوعز المستشار إلى فون سترومر مهمة تمرير معلومات خفية إلى الحكومة التركية كي يصدروا توجيهات لوالي رودس للتصرف بناء عليها، وأن يقوم بإخطار نائب القنصل النمساوي في رودس بأن عليه في مثل هذه الحالات أن يلعب دور الوسيط الذي يسعى لإقامة الصلح. وجاء رد سترومر: (لم تمارس أي اضطهادات ضد السكان اليهود. ليس من قبل السلطات على الأقل).
أما في المملكة المتحدة فاستغرقت الجالية اليهودية فيها وقتا أطول للرد على نداءات الاستغاثة الصادرة من رودس ودمشق. وكان مجلس نواب اليهود البريطانيين قد عقد يوم 21 أبريل اجتماعا لمناقشة قضايا فرية الدم خرجوا منه بقرار طلب الشفاعة من الحكومات البريطانية والنمساوية والفرنسية للتوسط لدى الحكومة العثمانية لوقف الاضطهاد. تم نشر قرار يدين اتهامات القتل الشعائري كإعلان مدفوع الأجر في 35 صحيفة بريطانية، وظهر مرتين في أهم الصحف. وفي 30 أبريل اجتمع وفد منتخب من مجلس النواب بوزير الخارجية اللورد بالمرستون الذي وصف فرية الدم بـ"الافتراء"، وقال: (على الحكومة البريطانية أن تبذل ما بوسعها لوضع حد لهذه الفظائع). وفي البرقية التي أرسلها وزير الخارجية في 5 مايو إلى اللورد بونسونبي السفير البريطاني في القسطنطينية، كلّف الأخير بإبلاغ الحكومة العثمانية بما يخص قضية رودس "رسميا وخطيا" و "طلب بدء تحقيق فوري وصارم... خصوصا في الادعاءات التي تقول بأن هذه الفظائع ارتُكبت بتحريض من المسيحيين والقناصل الأوروبيين"."
واتحدت الآراء داخل المجتمع الدبلوماسي الأوروبي في القسطنطينية بأن لا بد من ايقاف ممارسات الاضطهاد التي تتم على اليهود المتهمين. وممن تشبثوا بهذا الرأي هم اللورد بونسونبي وفون سترومر الذي كشفت المراسلات أنه لم يكن مقتنعا تماما ببراءة اليهود، وإدوارد بونتوس السفير الفرنسي الذي وقفت حكومته مع القناصل الفرنسيين الذين أيّدوا قضايا فرية الدم في رودس ودمشق ضد اليهود، والسفير البروسي هانز فون كونيجسمارك. وعليه باتت الطريق مفتوحة أمام اللورد بونسونبي الدبلوماسي الأقوى نفوذا في القسطنطينية للتدخل دون أي معارضة نيابة عن يهود رودس.

## التحقيق والمحاكمة

### تدخّل الحكومة العثمانية
استجابة لطلب يوسف باشا أرسلت الحكومة العثمانية تعليماتها إلى رودس حيث وصلت في نهاية أبريل وفيها أن الحكومة ستشكل لجنة تحقيق رسمية لتنظر في الأدلة التي يقدمها ممثلو الجاليتين اليهودية واليونانية. وفي منتصف شهر مايو أصدرت الحكومة أوامر بالإفراج عن السجناء اليهود الستة وبعدها تم استدعاؤهم بشكل رسمي للمثول أمام القضاء (الشورى) وأُطلق سراحهم بموجب ضمانات من شيوخ الجالية اليهودية وذلك في يوم 21 مايو.
رد المسيحيون على هذه الأعمال التي تقوم بها الحكومة المركزية بموجة غضب جديدة ضد اليهود بلغت ذروتها في أواخر شهر مايو تعرض خلالها اليهود للضرب والاعتداء وكان من بين المعتدين أبناء القناصل البريطانيين واليونانيين. وعندما اشتكى اليهود إلى الوالي أمر الأخير بضرب أصحاب الشكوى بالعصا من 400 إلى 500 ضربة. وتبرأ القاضي من حُكم الوالي الذي صرح أنه قد تصرف بناء على مطالب القناصل، وعلاوة على ما سبق أمر باعتقال خمسة يهود آخرين.

### البراءة
وصل الوفدان اليهودي واليوناني من رودس إلى القسطنطينية في العاشر من شهر مايو حيث انضم إليهما القاضي والقنصل الفرنسي ونائب القنصل النمساوي. وفي 26 من نفس الشهر عقدت محكمة التحقيق الجلسة المفتوحة الأولى برئاسة رفعت بيك. قال خلالها القاضي أن (القضية كلها هي نتاج الكراهية، وأنها نشبت بتحريض من الإنجليز والقناصل النمساوييين وحدهم). بينما أصر القناصل على إدانة اليهود وقدموا بيانا خطيا مؤيدا من زملائهم الذين بقوا في رودس.
واستمرت القضية لشهرين إضافيين بسبب إصرار السفير البريطاني على كشف حقيقة ضلوع والي رودس في عمليات التعذيب. وأخيرا صدر الحكم في اليوم 21 من شهر يوليو ونصّ في جزئه الأول ببراءة السكان اليهود من التهمة التي وجهها لهم سكان رودس اليونانيون. ونصّ في جزئه الثاني بعزل يوسف باشا والي رودس من منصبه لأنه «سمح باتخاذ إجراءات ضد اليهود لا يحق له بأي حال من الأحوال اتخاذها بموجب القانون علاوة على أنها محرمة صراحة بموجب الفرمان الصادر في الثالث من نوفمبر». وأشاد السفير البريطاني بلجنة التحقيق قائلا أنه «تم التعامل مع قضية رودس بانصاف» ووصف الحكم الصادر بأنه «برهان على العدل والإنسانية التي تعمل بموجبهما حكومة الباب العالي».

### فرمان السلطان

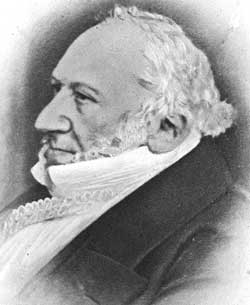
أفضت مقابلة موسى مونتيفيوري للسلطان إلى إصدار فرمان يندد فيه بفرية الدم.

في شهر يوليو من عام 1840 غادر وفد برئاسة إسحاق كريمييه والسير موسى مونتيفيوري إلى مصر لإنقاذ يهود دمشق. وطلب كريمييه ومونتيفيوري من محمد علي نقل التحقيق إلى الإسكندرية أو أن يسمح للقضاة الأوروبيين بالنظر فيها إلا أن طلبهما قوبل بالرفض. وقرر الوفد المعني في المقام الأول بالإفراج عن السجناء اليهود في دمشق قرر قبول تحريرهم دون أي إعلان قضائي ببراءتهم أو استنكار رسمي على فرية الدم. وصدر أمر إطلاق سراحهم في 28 أغسطس 1840- وكحلّ وسط - فإنه نصّ صراحة على أنه كان فعلا لإحقاق العدل وليس عفوا ممنوحا من الحاكم.
وبعد إكمال مهمته مع محمد علي باشا عاد مونتيفيوري إلى أوروبا عن طريق القسطنطينية حيث اجتمع باللورد بونسونبي في 15 أكتوبر 1840. اقترح مونتيفيوري خلال الاجتماع أن على السلطان الحالي أن يتبع خطى السلطان سليمان القانوني ويُصدر فرمانا يستنكر فيه رسميا اتهامات فرية الدم ويُنهي به القضيتين في رودس ودمشق. كان السفير البريطاني متحمسا للفكرة وخلال أسبوع واحد رتّب اجتماعا لمونتيفيوري مع مصطفى رشيد باشا، فكتب مونتيفيوري مسودة نص الفرمان وقُرئت ترجمة النص الفرنسية على مصطفى باشا الذي جاء رده مشجعا.
وفعلا قابل مونتيفيوري السلطان في القصر في وقت متأخر من مساء يوم 28 أكتوبر. وكتب مونتيفيوري في مذكراته أنه عندما كان متجها نحو قصر السلطان هو والوفد المرافق له "كانت الشوارع مزدحمة، وكان كثير من اليهود قد زينوا منازلهم بالأضواء". وخلال المقابلة قرأ مونتيفيوري خطابا رسميا أعرب فيه عن شكره للسلطان على موقفه في قضية رودس، وفي المقابل أكد السلطان لضيوفه أن طلبهم سيُلبّى. وبالفعل تم تسليم الفرمان لمونتيفيوري في 7 نوفمبر، وقدمت نسخة منه لاحقا إلى الحاخام باشي. وذكر المرسوم في إشارة إلى الحكم الصادر في قضية رودس أن دراسة متأنية في المعتقدات اليهودية و "الكتب الدينية" قد أثبتت أن "الاتهامات الموجهة لهم ... ماهي إلا محض افتراء". وتُعطى الأمة اليهودية الامتيازات نفسها الممنوحة للعديد من الأمم الأخرى التي تخضع لسلطتنا كما تجب حماية الشعب اليهودي والدفاع عنه".